# تراسیوولوس مانوس
تراسیوولوس مأنوس (یونانی: Θρασύβουλος Μάνος؛ ۱۸۳۵ – ۱۹۲۲) ژنرال نیروی زمینی یونان بود. وی در جنگ یونان و ترکیه (۱۸۹۷) حضور داشته‌است.